# 17610 Riggsbee
17610 Riggsbee è un asteroide della fascia principale esterna. Scoperto nel 1995, presenta un'orbita caratterizzata da un semiasse maggiore pari a 2,984080 UA e da un'eccentricità di 0,095350, inclinata di 10,104998° rispetto all'eclittica. Ha un diametro di 8,988 km, un periodo di rotazione di 6,33 ore e un'albedo di 0,151.
Fa parte della famiglia di asteroidi Eos.